# Accord de libre-échange entre la Chine et l'île Maurice
L'accord de libre-échange entre la Chine et l'île Maurice est un accord de libre-échange signé le 17 octobre 2019, et qui est entré en application le 1er janvier 2021,
L'accord inclut la suppression entre 94 et 96 % des droits de douane entre deux pays, notamment en ce qui concerne l'acier, le textile et une large partie des services,. L'accord inclut la suppression de droits de douane sur 50 000 tonnes de sucres de canne venant de l'île Maurice à l'horizon de 8 ans,.